# Yu Fengtong
Yu Fengtong (chinesisch 于凤桐, Pinyin Yú Fèngtóng, * 15. Dezember 1984 in Yichun (Heilongjiang)) ist ein auf Sprintstrecken spezialisierter chinesischer Eisschnellläufer.
Yu Fengtong debütierte 2004 beim vierten Weltcup der Saison in Salt Lake City. Mit einem zweiten Platz über 500 Meter beim Weltcup im Februar 2002 in Harbin kam er erstmals auf einen Spitzenrang. Zwei Jahre später siegte er über 100 Meter in Ritten das erste Mal. Knapp ein Dutzend Weltcupsiege folgten bis heute. In der Saison 2003/04 gewann er den Gesamtweltcup über 100 Meter und wurde Vierter über 500 Meter.
Yu nahm an den Olympischen Winterspielen 2002 und 2006 teil. Die einzige gute Platzierung war ein fünfter Platz über 500 Meter in Turin. Diese Platzierung erreichte er auch bei den Weltmeisterschaften im Jahr zuvor in Inzell.

## Eisschnelllauf-Weltcup-Platzierungen
| Platzierung | 100 m | 500 m | 1000 m | 1500 m | 5000 m | 10000 m | Team |
| ----------- | ----- | ----- | ------ | ------ | ------ | ------- | ---- |
| 1. Platz    | 4     | 3     |        |        |        |         |      |
| 2. Platz    | 1     | 5     |        |        |        |         |      |
| 3. Platz    | 2     | 1     |        |        |        |         |      |
| Top 10      | 10    | 29    |        |        |        |         |      |

(Stand: 10. Dezember 2006)